# Pronotalia tortumensis
Pronotalia tortumensis är en stekelart som beskrevs av Miktat Doganlar 1993. Pronotalia tortumensis ingår i släktet Pronotalia och familjen finglanssteklar.
Artens utbredningsområde är Turkiet. Inga underarter finns listade i Catalogue of Life.